# Parc de Hiidenkivi
Le parc d'Hiidenkivi (en finnois : Hiidenkiven puisto), est un parc du quartier de Tapanila à Helsinki en Finlande.

## Description
Le par d'Hiidenkivi est situé dans une zone de maisons unifamiliales et de petits immeubles d'appartements.
C'était autrefois un lieu de stockage pour les déchets et les tas de terre. 
Depuis sa rénovation en 1997, le parc est un espace vert polyvalent et populaire. Hiidenkivenpuisto abrite une forêt jalonnée de rochers et des pins majestueux, des sentiers de randonnée, une tribune recouverte d'herbe, ainsi que diverses aires de jeux équipées.
L'une des particularités du parc est la zone fleurie, où poussent marguerites et cycas. La beauté du parc est complétée par des rosiers et des cerisiers.

## Galerie

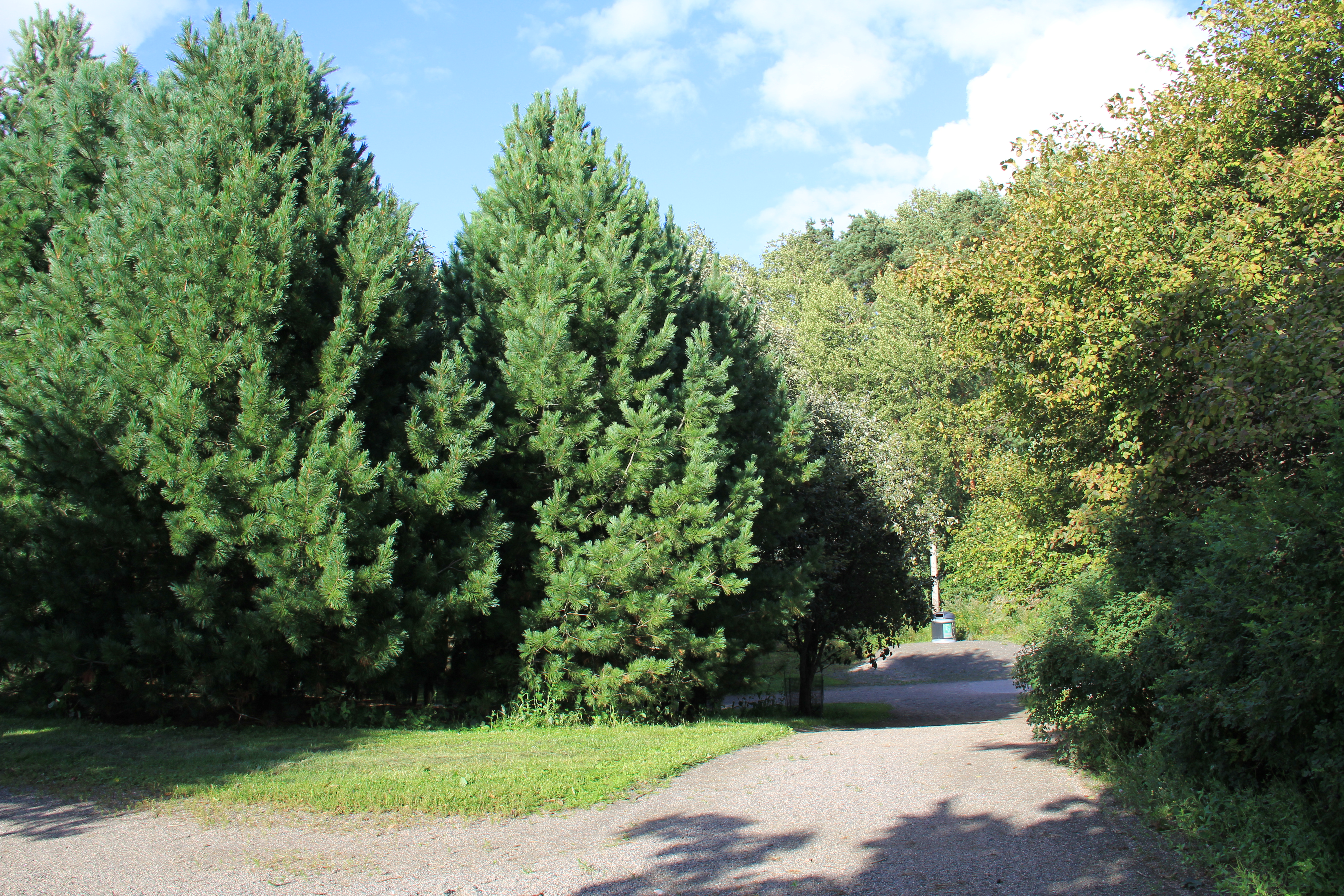
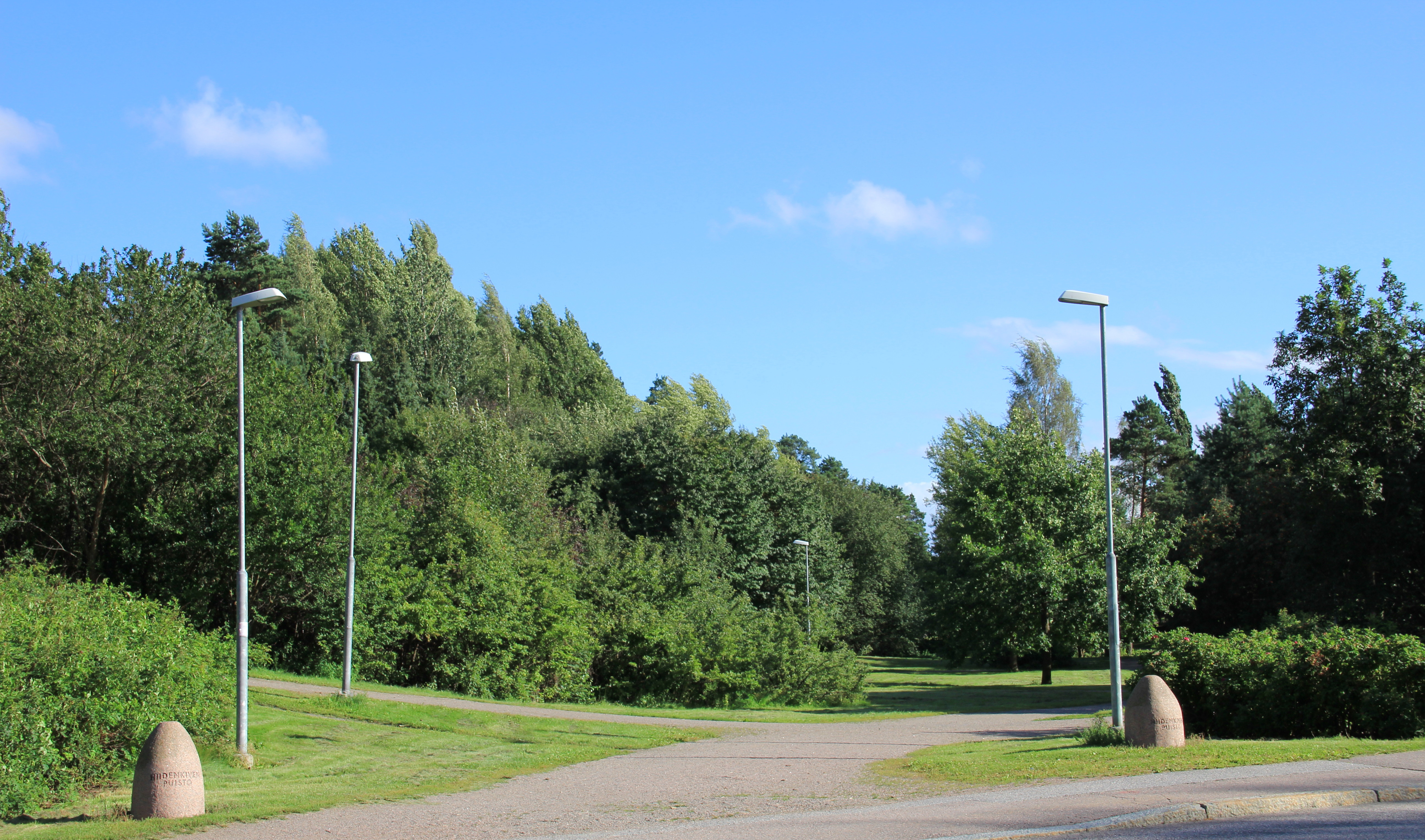